# Ниши выветривания
Ниши выветривания — скалистый обрыв на левом берегу реки Исети, напротив деревни Брод, в Каменском муниципальном округе Свердловской области, Россия.
В 2001 году Постановлением Правительства Свердловской области от 17 января 2001 года № 41-ПП Ниши выветривания были объявлены геоморфологическим и геологическим памятником природы. Этим же правовым актом охрана территории объекта возложена на Свердловское лесничество. Площадь особо охраняемой природной территории составляет 2 га.

## Описание
Небольшое скалистое обнажение высотой 8—10 метров, сложенное крупнозернистыми песчаниками, покрытое нишами выветривания. Из заваленной угольной штольни у основания скал вытекает чистый холодный ручей Марьины слёзы.
Скальная растительность очень бедная, встречается редкий вид папоротника Woodsia  alpina. Излюбленное место отдыха, вследствие чего территория памятника природы захламлена и нуждается в регулярной уборке. Для сохранения памятника природы необходимо контролировать рекреационные нагрузки, а также поддерживать санитарное состояние территории.